# Лазе
Лазе́ (фр. Lazer, окс. Lazari) — коммуна во Франции, находится в регионе Прованс — Альпы — Лазурный Берег. Департамент коммуны — Верхние Альпы. Входит в состав кантона Ларань-Монтеглен. Округ коммуны — Гап.
Код INSEE коммуны — 05073.

## Население
Население коммуны на 2008 год составляло 329 человек.
| 1962 | 1968 | 1975 | 1982 | 1990 | 1999 | 2008 |
| ---- | ---- | ---- | ---- | ---- | ---- | ---- |
| 169  | 174  | 176  | 258  | 267  | 274  | 329  |

## Экономика
В 2007 году среди 230 человек в трудоспособном возрасте (15—64 лет) 167 были экономически активными, 63 — неактивными (показатель активности — 72,6 %, в 1999 году было 74,6 %). Из 167 активных работали 149 человек (83 мужчины и 66 женщин), безработных было 18 (5 мужчин и 13 женщин). Среди 63 неактивных 16 человек были учениками или студентами, 35 — пенсионерами, 12 были неактивными по другим причинам.